# Aplidium nottii
Aplidium nottii är en sjöpungsart som först beskrevs av Brewin 1951.  Aplidium nottii ingår i släktet Aplidium och familjen klumpsjöpungar.
Artens utbredningsområde är Södra Ishavet. Inga underarter finns listade i Catalogue of Life.